# Selna
Selna is een plaats in de gemeente Garčin in de Kroatische provincie Brod-Posavina. De plaats telt 350 inwoners (2001).